# Elatostema sukungianum
Elatostema sukungianum är en nässelväxtart som beskrevs av Wen Tsai Wang. Elatostema sukungianum ingår i släktet Elatostema och familjen nässelväxter. Inga underarter finns listade i Catalogue of Life.